# العربي مويسة
العربي مويسة (بالفرنسية: Larbi Mouissa)‏، رياضي مغربي ولد في 14 يونيو 1948 في الرباط.

## مسيرته الرياضية

### كرة اليد
ظهر لأول مرة في كرة اليد في المدرسة الثانوية قبل أن يلتحق بسطاد المغرب.
في1965، وفي سن ال 17، استدعي للمنتخب الوطني، لبلده الذي شارك معه في جميع الأحداث الدولية في كل من إفريقيا وأوروبا. لعب مع المنتخب الوطني 75 مرة،  وكان أيضًا قائده. كما كان قائد فريق الجامعة المغربية خلال البطولة الجامعية بتونس. وانضم إلى الفتح الرباطي الذي سيحقق معه الثنائية بفوزه بالبطولة المغربية وكأس العرش في السنة الأولى.
في العام الموالي فاز بالبطولة المغربية للمرة الثانية، وفي 1968 حقق ثنائية البطولة المغربية وكأس العرش للمرة الثانية.
فاز بلقب أفضل لاعب في ناديه وأفضل لاعب مغربي في مناسبات عديدة، وهو أيضًا هداف المنتخب المغربي بعد الدراسة في فرنسا، عاد العربي إلى المغرب وأنشأ فريق الوداد البيضاوي لكرة اليد الذي لعب معه لموسم واحد. بعد رحيله عن فريق الوداد لكرة اليد، واصل تطوره ولم يغادر المناخب الوطني الأول.
ترك كرة اليد وفريق الوداد ليبدأ مشواره الكروي مع نادي المغرب الفاسي.

### كرة القدم
بعد لعبه كرة اليد قرر العربي مويسة أن يظهر نفسه في كرة القدم. فاختار أن يجري اختباراته في نادي المغرب الفاسي1970.
بعد بدايته مع المغرب الفاسي، لقبه أحد المعلقين باسم "السيد هدف المباراة"[بحاجة لمصدر]، لأنه سجل في جميع مبارياته الأولى، هدفًا واحدًا في كل مباراة. واختاره مدرب المنتخب الوطني في ذلك الوقت، السيد باريناغا، ضمن فريق "الآمال" الذي سجل معه هدفًا في مرمى الرجاء في مباراة تحضيرية ودية.

### سجل العربي
لديه رقم قياسي مهم، فقد كانت 6 ساعات من لعب كرة القدم كافية له للوصول إلى المنتخب الوطني لكرة القدم:
العربي مويسة هو اللاعب الوحيد الذي وصل إلى المنتخب المغربي لكرة القدم من خلال لعب أربع مباريات فقط في البطولة الوطنية، أي 6 ساعات من اللعب. هذا المنتخب الذي لعب برفقته مويسة هو الذي شارك في مونديال المكسيك. واقتربوا من التغلب على ألمانيا بقيادة بيكنباور، حيث كان الشوط الأول لصالحهم قبل أنت تنتهي المباراة بفوز ألمانيا بهدفين لواحد.
في عام 1971، لعب العربي في نهائي كأس العرش مع المغرب الفاسي،, الذي احتل المركز الثالث في البطولة المغربية في العام نفسه.
بعد المغرب الفاسي، لعب العربي في الوداد البيضاوي الذي فاز معه بالبطولة المغربية لكرة القدم سنة 1977 ولعب معه كأس محمد الخامس ضد الأندية ذات الشهرة العالمية. حيث صنع الوداد في ذلك العام مفاجأة كبيرة بفوزه على نادي إيفرتون الإنجليزي، بنتيجة 2-1.
إنه أحد الرياضيين القلائل في العالم الذين لعبوا مع بلدهم في ثلاثة تخصصات مختلفة.: كرة اليد الوطنية وكرة اليد الجامعية وكرة القدم الوطنية.